# São Francisco (Paraíba)
São Francisco é um município brasileiro localizado na Região Geográfica Imediata de Sousa, estado da Paraíba. Sua população em 2012 foi estimada pelo IBGE (Instituto Brasileiro de Geografia e Estatística) em 3.349 habitantes, distribuídos em 95 km² de área. Seu Prefeito, Geroncio Sucupira Junior (REPUBLICANOS), eleito em 2020 com 1.811 votos, sendo 126 de maioria e reeleito em 2024 com 2.320 votos, destes 885 de maioria, ao lado da jovem Vice Prefeita, Mirelly Casimiro (PSB), primeira mulher a ocupar esse cargo e também a primeira vez na história que uma chapa majoritária é reeleita com o mesmo nome à prefeito e vice.

## Geografia
O município está incluído na área geográfica de abrangência do semiárido brasileiro, definida pelo Ministério da Integração Nacional em 2005.  Esta delimitação tem como critérios o índice pluviométrico, o índice de aridez e o risco de seca.